# Cuve-matière
 (avril 2009).
Si vous disposez d'ouvrages ou d'articles de référence ou si vous connaissez des sites web de qualité traitant du thème abordé ici, merci de compléter l'article en donnant les références utiles à sa vérifiabilité et en les liant à la section « Notes et références ».
Une cuve-matière (mash tun, mash tub, ou mashing tun en anglais) est un récipient cylindrique utilisé lors de l'empâtage, un procédé utilisé dans la fabrication de la bière et l'élaboration du whisky et d'autres eaux-de-vie. C'est dans ce récipient que sont mélangées la céréale maltée et l'eau chaude grâce à un dispositif mécanique.

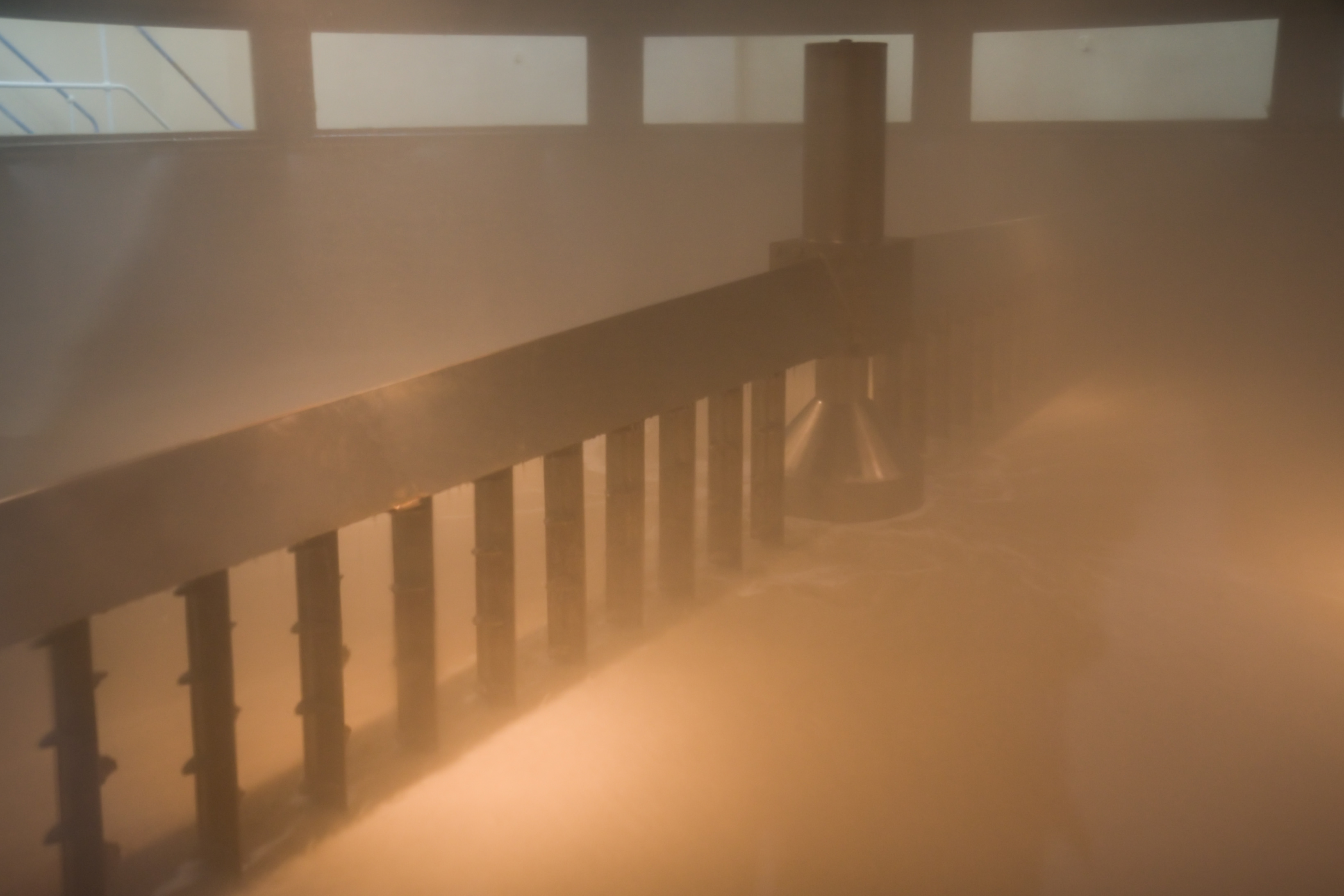
Intérieur d'une cuve-matière dans une distillerie de whisky, montrant le mécanisme de brassage.

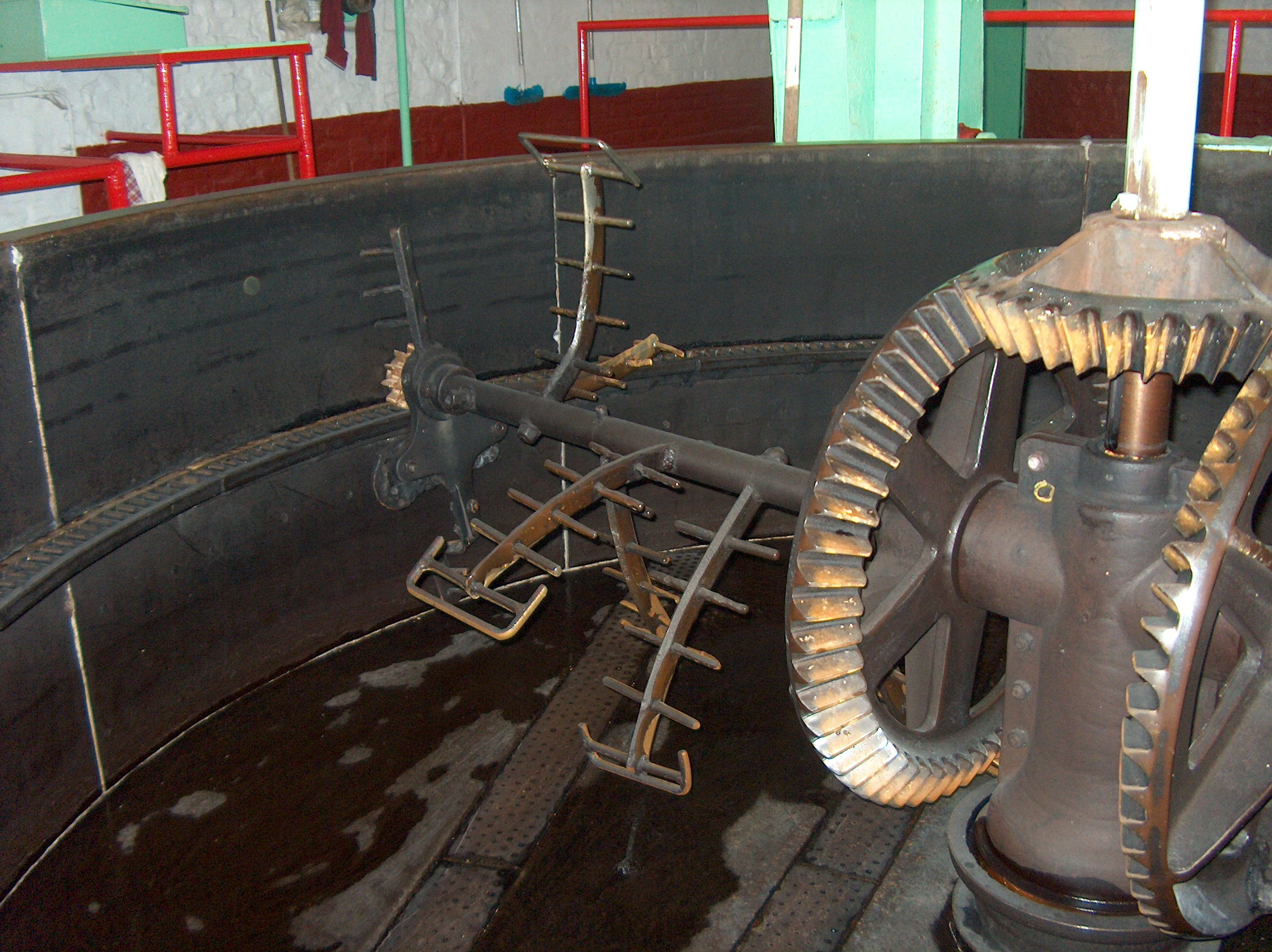
Cuve-matière vide dans une brasserie proche de Bruxelles.

Les cuves-matières peuvent être de différentes tailles. Les matériaux utilisés sont généralement le cuivre ou l'acier inoxydable de grade alimentaire. Leur contenance est souvent de l'ordre de plusieurs milliers de litres.
À la fin du processus, le résultat obtenu est appelé le moût.